# Eduard van Beinum
Eduard Alexander van Beinum (n. 3 septembrie 1900, Arnhem, Gelderland, Țările de Jos – d. 13 aprilie 1959, Amsterdam, Țările de Jos) a fost un dirijor neerlandez.